# Artemisia arbuscula
Artemisia arbuscula es una especie de arbusto del género Artemisia.

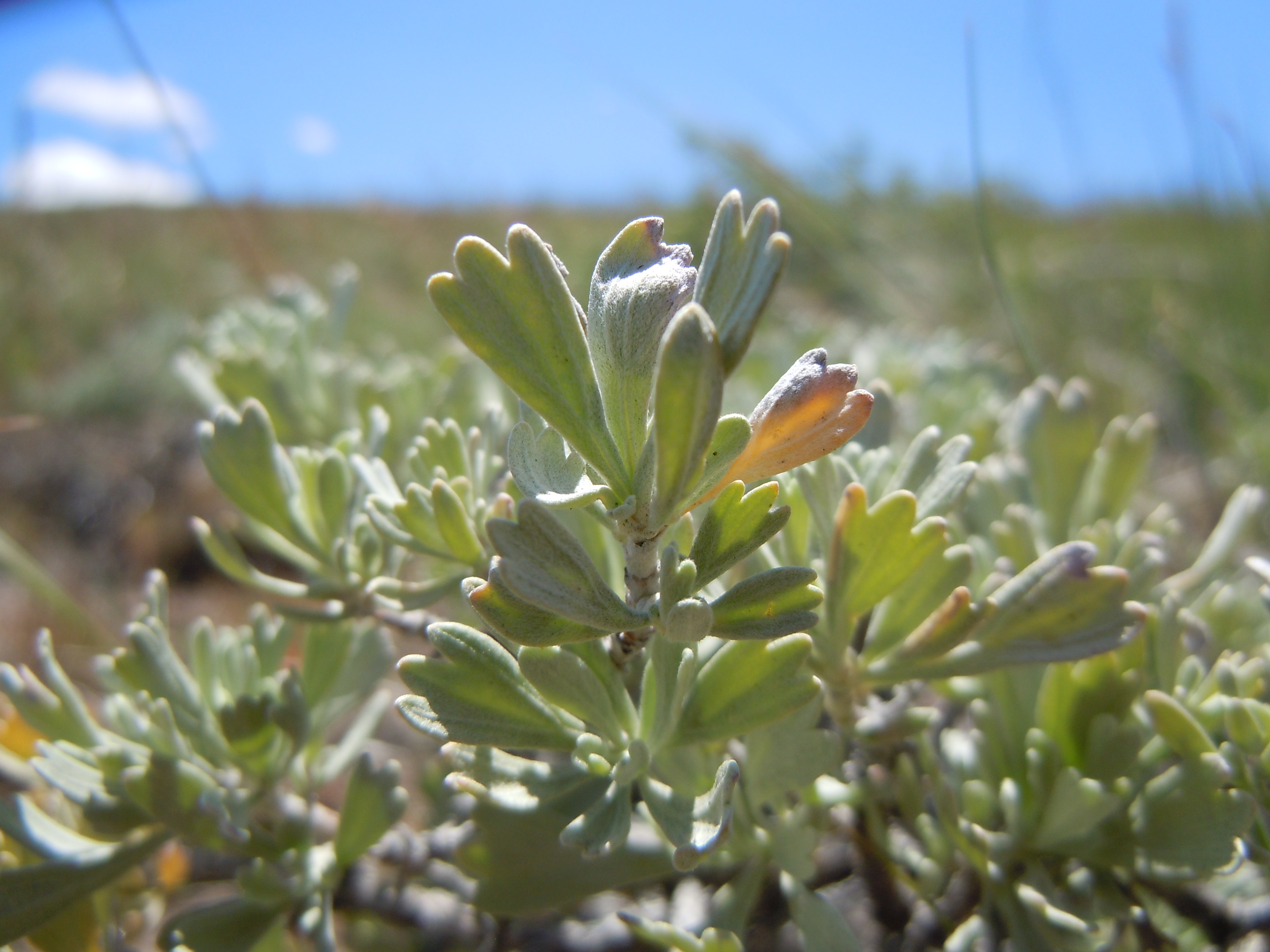
Detalle de la hoja

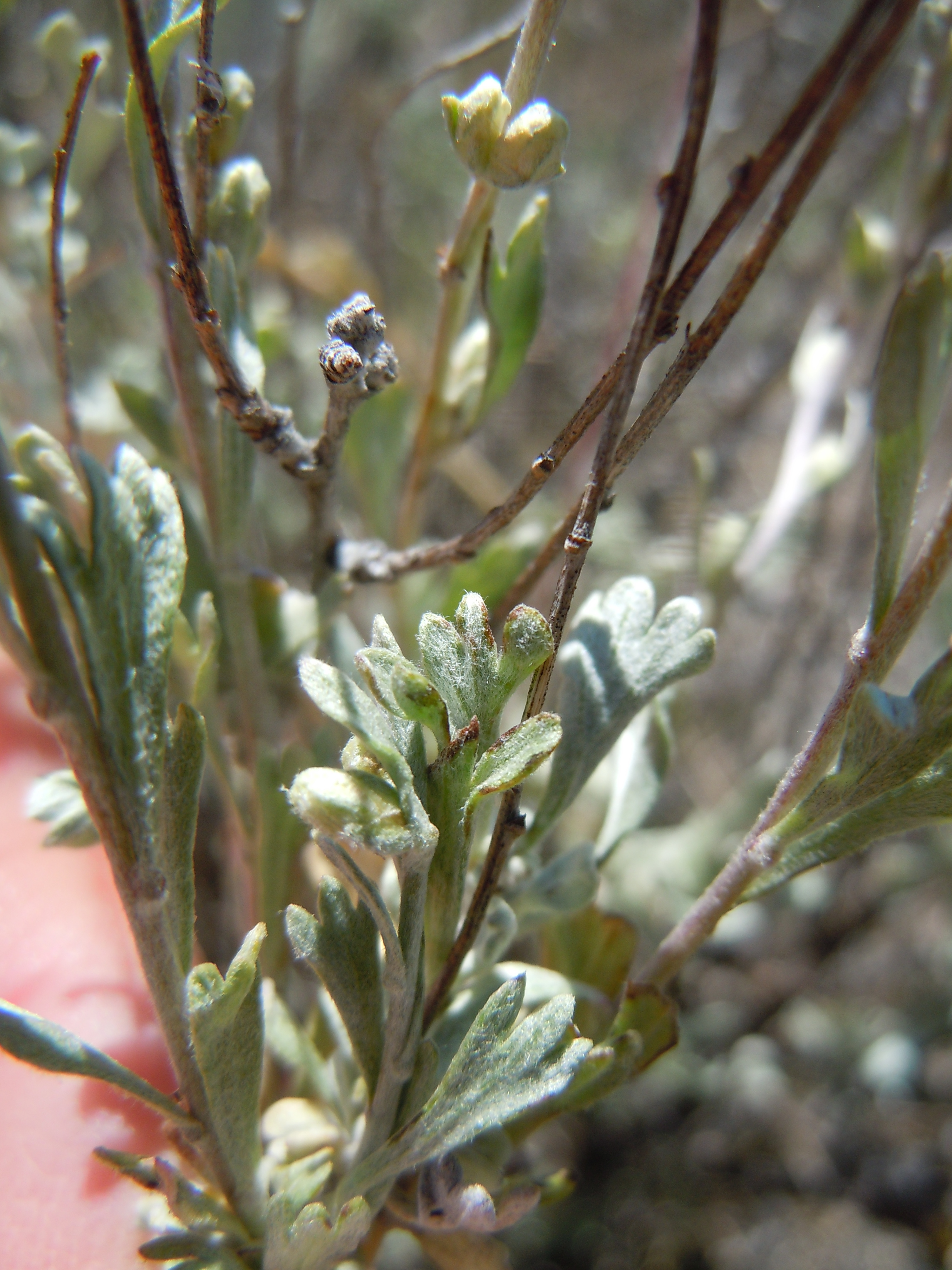
Vista de la planta

## Distribución y hábitat
Es originaria del oeste de Estados Unidos desde Washington a California y Colorado, donde crece en hábitats abiertos, expuestos en suelos secos y estériles, con alto contenido de roca y arcilla. 

## Descripción
Es un arbusto de color gris verdoso a gris que forma montículos generalmente no superior a 30 centímetros. Sus muchas ramas están cubiertas de hojas velludas de menos de un centímetro de largo. La inflorescencia es una espiga en forma de matriz de un grupo de peludas cabezas de las flores. Cada cabeza contiene un disco con florecillas amarillas pálidas. El fruto es un pequeño aquenio de menos de un milímetro de ancho.

## Taxonomía
Artemisia arbuscula fue descrita por Thomas Nuttall y publicado en Transactions of the American Philosophical Society, new series, 7: 398. 1841.
Etimología
Hay dos teorías en la etimología de Artemisia: según la primera, debe su nombre a Artemisa, hermana gemela de Apolo y diosa griega de la caza y de las virtudes curativas, especialmente de los embarazos y los partos. Según la segunda teoría, el género fue otorgado en honor a Artemisia II, hermana y mujer de Mausolo, rey de la Caria, 353-352 a. C., que reinó después de la muerte del soberano. En su homenaje se erigió el Mausoleo de Halicarnaso, una de las siete maravillas del mundo. Era experta en botánica y en medicina.
arbuscula: epíteto latino que significa "como un pequeño árbol.
Variedades
- Artemisia arbuscula subsp. arbuscula Nutt.
- Artemisia arbuscula subsp. longiloba (Osterh.) L.M.Shultz
- Artemisia arbuscula subsp. thermopola Beetle

Sinonimia
- Artemisia arbuscula subsp. longicaulis Winward & McArthur
- Artemisia tridentata var. arbuscula (Nutt.) McMinn[4]